# Unterschichtung
Unterschichtung bedeutet für eine Gesellschaftsstruktur, dass Zu- bzw. Einwanderer eine vorhandene Unterschicht so stark auffüllen, dass sie sie faktisch ersetzen, während die vorherige Unterschicht sozial relativ aufsteigt.
Das bedeutet nicht, dass die Unterschicht nunmehr homogen ist. Die ethnischen Minderheiten sind sehr vielgestaltig und facettenreich. Sie sind auch einerseits – wenn auch in der Zuwanderungsgesellschaft zunächst oft übersehen – in sich sozial sehr differenziert, sie unterscheiden sich ferner neu durch Unterschiede im Aufenthaltsstatus, in der Aufenthaltsdauer, in der Integration u. a. m.
Der Soziologe Hans-Joachim Hoffmann-Nowotny entwickelte in den 1970ern am Beispiel der Fremdarbeiter in der Schweiz die Theorie einer Unterschichtung der gesellschaftlichen Sozial- und Beschäftigungsstruktur durch Arbeitsmigration. Die Zugewanderten bleiben, so Hoffmann-Nowotny, im Einwanderungsland marginalisiert, ermöglichen den bereits im Land Ansässigen („Autochthonen“) einen sozialen Aufstieg, erwecken aber zugleich in denjenigen Autochthonen, die diese Aufstiegschancen nicht nutzen können, sich nach unten abzugrenzen. Eine solche Abgrenzung geschieht vor allem durch zugeschriebene Kategorien, also der Betonung des zugeschriebenen Status – Herkunft, „kultureller“ Eigenart und Nationalität – anstelle des erworbenen Status.
Im Sinne des Soziologen Hartmut Esser kann eine ethnische Unterschichtung als eine „systematische Kovariation von ethnischer Zugehörigkeit und der Teilhabe an generalisiertem Kapital“ verstanden werden.
Angesichts der Flüchtlingskrise in Deutschland ab 2015 warnte Christoph Butterwegge vor einer zunehmenden Armut und der Gefahr einer ethnischen Unterschichtung. Diese bestehe vor allem dann, wenn der Sozialstaat weiter abgebaut werde und eine Ghettoisierung der Flüchtlinge entstehe.